# ダニエウ・ドス・サントス・ペーニャ
ダニエウ・ペーニャ（Daniel Penha）ことダニエウ・ドス・サントス・ペーニャ（ポルトガル語: Daniel dos Santos Penha，1998年10月17日 - ）は、ブラジル・ブラジリア出身のサッカー選手。ポジションはフォワード。大邱FC所属。
Kリーグ時代の登録名はペーニャ（ハングル: 페냐）。

## クラブ歴
アトレチコ・ミネイロの下部組織出身で、2017年にはプロデビューを果たした。
2021年、Aリーグ・メンのニューカッスル・ジェッツに期限付き移籍。リーグ戦23試合に出場し、4ゴール11アシストを記録。2022年にはFCバルセロナとのAリーグオールスター戦のメンバーに選出され、スタメン出場した。
2022年7月6日、Kリーグ1の大邱FCに完全移籍で加入した。

## タイトル

### クラブ
アトレチコ・ミネイロ
- カンピオナート・ミネイロ： 2017

サンパイオ・コヘイア
- カンピオナート・マラニェンセ： 2020

バイーア
- コパ・ド・ノルデスチ： 2021

### 個人
- Aリーグオールスター： 2022[2]